# 普通攻擊是全體二連擊，這樣的媽媽你喜歡嗎？
《普通攻击是全体二连击，这样的妈妈你喜欢吗？》由日本轻小说作家井中那智麻、插畫飯田ぽち。著作的輕小說。2017年1月起在富士見Fantasia文庫（KADOKAWA） 发行。第29届Fantasia大賞获奖作品。2017年5月發售第2卷，小说销量累计达到10万部。2018年1月17日达到25万部。
2017年9月26日於《Young Ace UP》 （KADOKAWA）開始連載由冥茶改編的漫畫版。2018年10月21日在“Fantasia文庫大感謝祭2019”上宣布改编为电视动画，于2019年7月在TOKYO MX播出。

## 劇情簡介
「接下來就和媽媽一起好好冒險吧。」「最好是這樣啦……」極度溺愛大好真人的母親──大好真真子也來到遊戲世界了！以媽媽的身分在公會裡主張「搞不好會成為未來的女朋友」，所以一一面試真人所選的伙伴。在黑暗的洞窟裡發出光芒，靠著枕大腿將怪物給催眠。手持可以發動全體攻擊而且還是二連擊的聖劍，表現出連真人都目瞪口呆的大活躍？！

## 登場人物

### 主要人物
大好真真子（おおすき ままこ，Ooosuki Mamako）
大好真人的母親。看起來非常年輕，有15歲左右的外觀。
在任何場合都喜歡直呼兒子小名「小真」，因此令兒子感到十分苦惱。作為主婦特別擅長家務和商店折扣情報。怕蟲子，尤其是廚房裡的蟑螂。
雖然對遊戲一竅不通，但在遊戲「MMMMMORPG（暫定）」擁有極強技能，在初回特典中得到「后土之劍」和「藍海之劍」，經常會習得一些莫名其妙的招式，例如「母親之牙」（可以找到行蹤不明的兒子的所在地，並且能強制中斷該處所發生的任何狀況）、「母親之光」（全身發出光芒）。職業為「普通的勇者的母親」。
“大好”在日文中另一個意思就是「最喜歡」，而真真的日文發音“MAMA”同“媽媽”，所以大好真真子的名字意思就是「最喜歡媽媽」。
作者在第一卷後記中表示：「真真子不是被您所愛的女主角，而是愛您的女主角。是認同您的一切、接納您並深深愛著您的母親。」
大好真人（聲：石谷春貴）
本作主人公，職業一般勇者，15歲，巨蟹座，高中一年級生。職業為「普通的勇者」，在初回特典中得到「蒼穹之劍」，但是因為真真子的強度太誇張，在戰鬥上基本派不上用場，本人也為此很沮喪。
因為填寫了政府問卷而和母親真真子一起成為封測玩家，原本對遊戲充滿了美好的幻想，但因為真真子也進入遊戲而變調，經常因為真真子不懂遊戲玩法或是太羞恥的行為而很頭痛或是被耍得團團轉。也因為媽媽在NPC的國王面前稱呼自己為「小真」而連忙報出自己的真名，導致他是用本名登錄帳號的。
一開始因為真真子過於年輕的外表和不懂距離的接觸而覺得很棘手、很少跟母親說話，雖然不討厭母親，但也因為心裡的芥蒂，很難跟母親表達自己心裡的想法，在遊戲中有時會口出惡言傷害到真真子，而之後也會為此感到很自責，並且在隨著遊戲進行之下逐漸改正自己的行為。
是隊伍裡主要的吐槽役，但心思較為細膩，可以從別人的反應推斷出其他人的內心想法，例如在見到夜之女帝前就猜到她是華茲的母親、或是梅迪心理的黑暗面。
因為在旅館跟華茲同房時經常被施放即死魔法而在第二卷獲得「浮遊靈」能力（死亡後意識可以像幽靈一樣從棺材裡飛出來），另外也因為真真子主導多次的「全裸作戰會議」而獲得「混浴傢伙」的稱號。
華茲／玄夜（聲：鈴代紗弓）
職業為賢者，15歲，高中一年級生，一樣為遊戲測試玩家。擅長使用魔法，但經常會在戰鬥一開始的時候被敵人釋放封印魔法的技能而幾乎沒有派上用場。真人一開始在公會個人資料單（其實是本人為了給他們留下印象而親自變成的）上看到她時的評語為：「這傢伙八成是會不看場合的亂放魔法，一邊把同伴、房子和場地都炸得稀巴爛一邊高八度狂笑的人。」本人則在備註欄裡寫：「如果不選我的話，就用連續即死魔法轟死你。」
會按照星期數來區分穿的內衣的顏色，當在客棧和真人分到同一間房時會對他使用即死魔法，直到隔天早上才把他復活。
因為母親是貪戀男色的人，所以和母親的關係非常不好，甚至連她的本名「玄夜」也是母親最喜歡的牛郎的藝名，父母已經離婚。在剛進入遊戲不久後就和母親吵架而分頭走，並且因為MMMMMORPG的規定而陷入被困在遊戲裡的情況，所以想要藉由去當真真子的孩子，在他們離開遊戲的時候搭便車，最後真真子雖然拒絕她的要求，但也表明為了讓她們母女和好而允許她加入隊伍。
在第一卷末成功改善與母親的關係，並獲得離開遊戲的權利，但她因為喜歡男主角而選擇留下來繼續跟主角一行人行動。
在故事前期主角一行人（實際上只有真真子出力）擊敗巨大史萊姆後從白瀨那裡和真人一起得到「亞迪列戒指」的對戒（裝備的兩人發動共同連段攻擊時可以無需詠唱），並且為了突破夜之女帝的無敵防禦而戴上，又剛好一起戴在無名指上，而被白瀨誤以為是情侶。
在第二卷中看到梅迪母女的相處方式時感到相當不開心，因為跟自己原本跟母親的相處模式有點像，並且於校外教學當天教訓並開導她。
波塔／堀田萌子（聲：原田彩楓）
職業旅行商人，12歲，一樣為遊戲測試玩家。登錄為非戰鬥成員所以無法參加戰鬥，但因為其職業技能的關係，在買東西或住旅館的時候可以打折，並且於初回特典中拿到了不管物體的重量和尺寸、最多可收納三百個物品的包包，另外也持有鑑定技能與製作道具的技能。
雖然無法戰鬥，但可以在戰鬥中以道具進行支援。
在團隊中算是治癒系兼吉祥物的存在，真人和真真子都覺得她很可愛，華茲也曾把她當作玩偶抱著。
故事後期揭露其為自由軍團四天王最後一人，而其母親則是自由軍團的首領
梅迪（聲：Lynn）
職業為補師，15歲，高中一年級生，一樣為遊戲測試玩家。跟真人一起在學校校園遇見認識，光看外表的話是真人夢想中的美少女。
雖然是補師，但其母親為了顛覆「補師就是無力」的刻板觀念，而將她培育成物理攻擊力高的「打擊強化型補師」，在學校的水邊實技課上展現出可以一擊打死一隻怪物的力量。
實際上有腹黑的一面，遇到不開心的事情時會用惡毒的話語低聲咒罵甚至在沒人的情況下以暴力的方法發洩（如踢牆壁），主要原因為其母親非常在意孩子的成績，強迫她各方面都要表現出眾，甚至暗中干擾其他人或是對她辱罵，長期這樣的壓力累積在心中，造成她內心的黑暗面。但其實心裡有一部分還是相信母親真的是為了自己好而逆來順受。
在「中高．學園」裡跟真人他們上同一個班級，雖然觀摩的梅迪母親再度使用法術試圖干擾其他人，但卻被同樣在觀摩的真真子屢次打斷或是搶走焦點，導致梅迪母親心裡很懊惱，也使得她經常忍不住出口暗罵或嘲笑，並且被真人聽到，雖然真人一開始以為是自己聽錯或是華茲講的，但在水邊實技的課程結束後，還是和真真子一起看到因為沒有得第一而被母親打巴掌並辱罵的她咒罵著踢牆壁的景象，確認其腹黑的一面。
後來在學園祭中因為母親接連輸給真真子後，在澡堂裡被母親命令去勾引真人，但被獲得「浮遊靈」能力的真人搶先得知，並且於隔天的校外教學中被真人和華茲開導交心，和包括波塔在內的三個人真正成為朋友，並且在晚上的客房中一起打了場枕頭仗，但被母親發現，在母親和真真子的爭吵中得知母親只是把自己當獲得名譽的道具，當場釋放出了心裡的黑暗面而暴走，並且變成一頭龍攻擊母親，被主角群阻止，在被主角群打敗並且被真真子開導的母親主動向自己道歉後和母親和好，達成離開遊戲的條件，但她選擇加入主角的隊伍繼續跟他們行動。
在之後的旅程中雖然基本上還是保持著優等生的樣子，但不時會在心裡打小算盤或是表現出腹黑的真面目，在遇到真的不開心的事情時則會悄悄去旁邊踢東西發洩，也會以惡毒的話來給人類的對手造成心理傷害，例如亞曼緹。
因為真人在調解她和母親的衝突時努力的給予幫助，對真人有些好感，並且常和華茲因為真人和隊伍裡的「輔助」位置而鬥嘴。
白瀨／白瀨真澄（聲：新井里美）
「内閣府政策統括官（共生社会政策担当）委託調査員」。在不同的場合下會有不同的身分，也經常隨便地死亡並且被主角群救活，並且把一些遊戲Bug交給主角群處理。本人透漏已婚且有一個女兒。因自身姓氏白瀬的日文發音，與露骨、通知的日文發音相同，所以經常在出場時大玩諧音梗。

### 反抗組織自由軍團
從第三集登場的謎樣敵方組織
亞曼緹（聲：藤原夏海）
第三集登場的自由軍團四天王的金髮少女，自稱「違逆母親之人“抗母亞曼緹”」。強烈活潑性格，但重要情報卻無意從自己口中洩露，甚至踩到陷阱的殘念系少女，自身擁有能反射任何攻擊的被動技能。
對母親的存在感到棘手，也敵視真真子，也不惜對波奇等其他玩家使用闇色道具並強制變成獸人來加以控制。真正目的是比真人一行先一步到塔頂並許下「世界上所有母親就此消滅」的願望。
但最後被真人搶先說出想要雞蛋的願望而失敗。只好流著淚徹底離開，並尋求其他三天王的協助。
索蕾拉
自由軍團四天王其二，自稱「嘲笑汙衊母親之人“母衊索蕾拉”」。平時態度不尊重也以惡劣口氣對待他人。擔當四天王的軍師
布拉緹羅
自由軍團四天王其三，自稱「威脅母親力量之人“母脅布拉緹羅”」。對女性極度歧視，十分強調自己是男人，但實際卻是位身高很矮的少女。第一人稱為“老朽”。

### 其他人物
和乃／夜之女帝（聲：柚木涼香）
華茲的母親，職業為賢者。初回特點中得到了甚麼魔法都可以使用的魔法書，另有取消施法的能力，以及次數性的無敵防禦，必須使用三連擊以上的攻擊才能對她造成傷害。
因長年沉迷於男色而已經和丈夫離婚了，在得知MMMMMORPG又硬逼著女兒華茲（玄夜）和她進入遊戲想要搞好關係，但當她發現自己很強可以賺大錢後，就再度沉迷於玩男人中以至於和華茲大吵一架並分道揚鑣。
在遊戲中收到寄件者不明的作弊道具，打開來後便出現一個「甚麼願望都可以實現」的異樣空間，並藉此學會了許多遊戲裡根本沒有實裝的技能，例如其無敵防禦。計畫利用這個作弊道具，順著經營這個遊戲的內閣府網路來來竊取國家機密文件賣錢或是操控公共機關系統勒索。
認為小孩只是一群自私自利又不斷添麻煩的亂源，只會說自私的話又耍任性、剝奪家長平穩自由的生活，但在真真子的開導和華茲的感化下重新和好，並且因為其所作所為而被營運強迫登出遊戲進行處罰，但白瀨也說如果她肯配合調查並且提供有利的情報可以減輕處分。
在遊戲中把自己的外貌改變成黑肉巨乳的女惡魔。
梅迪媽媽（聲：中原麻衣）
梅迪的母親，職業是魔術師，初回特點是一根法杖，不用消耗任何魔力或是詠唱就能釋放法術。
對梅迪的成績有相當強迫的要求，要她一定要獲得第一，也造成了梅迪心裡的黑暗面。
在第二卷梅迪進去「中高．學園」讀書後，以教學觀摩的名義出現在教室，並且用魔法讓所有人無法作答，僅讓梅迪獲得作答機會並讓她得到高分，但後來被真真子的裝備效果和技能「母親的分享」妨礙而失敗；後來的課程和活動也屢屢被真真子超越或搶焦點，讓她心裡很不開心。
在水邊實技課程中要梅迪一定要殺死罪多怪獸數量，不做到第一就沒有意義，讓梅迪瞬間不聽話，之後真人得到第一後，給梅迪一把掌叫她反省，因此讓真人和真真子發現梅迪的腹黑面。
在學園祭的業績競賽與選美比賽均輸給真真子後一氣之下把初回限定的法杖摔斷，並在當晚收到寄件者不明的道具：解放之杖，因為其效果而解放了內心「想要成為一個好母親」的想法，行為更加激進，認為「教出了第一名的女兒，那自己就是第一名的母親」成為梅迪暴走的導火線。
在梅迪暴走後並沒有因此悔悟，反而打算跟她對打，但被主角一行人阻止，並且在真真子的特別技能「母親的箴言」效果下想通，主動向梅迪道歉，並且在主角群的幫助下和女兒和好，並得到離開遊戲的權利。雖然主角群邀請她加入隊伍，但她打算先回現實世界把充滿自己過去錯誤的教育理念部落格處理掉。
路謝拉（聲：貫井柚佳）
16歲，職業為重騎兵，真人一開始挑選的伙伴之一，被真真子認為其太過鬼畜而拒絕（但真人認為就肉盾來說很正常）。
喜歡任由敵人攻擊後，將所受的傷害加倍償還；經常去的地方是可以單刷小怪的地方；將來想學習可以反彈攻擊的技能讓敵人自尋死路。
托莉諾（聲：廣瀨有紀）
14歲，職業為盜賊，真人一開始挑選的伙伴之一，被真真子認為是犯罪而拒絕，還差點被送到警察局（真人花了三十分鐘才說服）。
喜歡偷道具並且拿去銷贓中心賣（據本人說那裏甚麼都賣得出去），將來想要將王城的寶物給偷光。
莎莉忒
19歲，職業為神官，種族為精靈，真人一開始挑選的伙伴之一，被真真子擔心成為夥伴後會一直被勸誘去教會裡而拒絕（動畫裡是什麼都沒說就直接拒絕）。
一天大概祈禱三百次左右、去二十個教會，希望未來全世界的人都可以為神獻上祈禱。
馬曼村村長（聲：蓮岳大）
NPC，遊戲裡馬曼村的村長，因為村子被夜之女帝威脅交出「村裡最瘦、最有肌肉、就算摸一整天胸肌和腹肌也不會膩的帥氣牛郎」而請主角群幫忙處理問題，並且透漏自己是打著「盡可能讓主角群在這裡待上一段時間讓他們跟夜之女帝碰上並解決」的歪腦筋。

## 特殊用語

### MMMMMORPG（暫定）
為故事主要平台的遊戲，由政府主導，遊玩者會整個人被吸進電腦裡（原理不明）。主要目的為增進孩子與媽媽之間的感情，而通關的條件也是「親子關係變的和睦」。名稱的由來也是因為這是一款「屬於媽媽（ママの）、為了媽媽（ママのための）、RPG」。
遊戲內玩家和NPC表面上分不出差別，想判斷的話可以向對方說工口的話來確定，如果還是照著設定內容講話的就是NPC。

### 職業
普通的勇者
目標不是為了拯救世界，而是普通的處理好關係、普通的幸福生活的職業，可以戰鬥，不能生產。
普通的勇者的母親
目標不是為了拯救世界，而是普通的處理好關係、普通的幸福生活的職業，可以戰鬥，不能生產。
旅行商人
生產職業，擁有製作道具、鑒定或購物打折等輔助技能。
賢者
能同時使用黑魔法（攻擊魔法）和白魔法（回復及輔助魔法）的高級職業。
重騎兵
作為盾牌專門承受敵人攻擊的職業，因為有能將受到的一部份傷害轉為攻擊的技能，必要時也可以進攻。
盜賊
擁有能夠先發制人攻擊或提升以輔助技能全隊速度的職業，另外還有解鎖技能。
神官
擅長治癒魔法、淨化的職業。

### 地名
卡桑王國
遊戲的起始地點，首都以白色的王城為中心向外擴展，日文意思為「媽媽王國（カーサーン王国）」
馬曼村
遊戲裡的小村莊，「馬曼乳湯」為村子最自豪的東西，另外還有產「馬曼牛奶」，日文的意思為「媽媽村（ママン村）」。
哈赫伍
學園都市，內部有遊戲內的學校，日文的意思為「媽媽市（ハハウェの町）」。
中高．學園
為了要應付抗議遊戲內沒有小孩受教育的地方的監護人奧客而臨時設立的學校，NPC都設置得頗為隨便，教學課程主要為遊戲內容。

## 出版書籍

### 小說
| 冊數 | KADOKAWA       | KADOKAWA               | 台灣角川       | 台灣角川                       |
| 冊數 | 發售日期       | ISBN                   | 發售日期       | EAN / ISBN                     |
| ---- | -------------- | ---------------------- | -------------- | ------------------------------ |
| 1    | 2017年1月20日  | ISBN 978-4-04-072203-0 | 2017年12月18日 | EAN 471-2961-07825-2（限定版） |
| 1    | 2017年1月20日  | ISBN 978-4-04-072203-0 | 2017年12月25日 | ISBN 978-957-853-115-4         |
| 2    | 2017年4月20日  | ISBN 978-4-04-072204-7 | 2018年2月7日   | EAN 471-2961-07883-2（限定版） |
| 2    | 2017年4月20日  | ISBN 978-4-04-072204-7 | 2018年2月14日  | ISBN 978-957-564-004-0         |
| 3    | 2017年8月19日  | ISBN 978-4-04-072426-3 | 2018年8月16日  | ISBN 978-957-564-362-1         |
| 4    | 2018年1月20日  | ISBN 978-4-04-072427-0 | 2019年1月21日  | EAN 471-3510-13165-7（特裝版） |
| 4    | 2018年1月20日  | ISBN 978-4-04-072427-0 | 2019年2月25日  | ISBN 978-957-564-694-3         |
| 5    | 2018年4月20日  | ISBN 978-4-04-072701-1 | 2019年6月6日   | ISBN 978-957-564-993-7         |
| 6    | 2018年8月18日  | ISBN 978-4-04-072702-8 | 2019年9月19日  | ISBN 978-957-743-204-9         |
| 7    | 2018年12月20日 | ISBN 978-4-04-072703-5 | 2020年4月20日  | ISBN 978-957-743-689-4         |
| 8    | 2019年4月20日  | ISBN 978-4-04-073147-6 | 2020年11月11日 | ISBN 978-986-524-063-9         |
| 9    | 2019年9月20日  | ISBN 978-4-04-073148-3 |                |                                |
| 10   | 2019年12月20日 | ISBN 978-4-04-073149-0 |                |                                |
| 11   | 2020年4月17日  | ISBN 978-4-04-073626-6 |                |                                |

### 漫畫
| 冊數 | 角川書店      | 角川書店               |
| 冊數 | 發售日期      | ISBN                   |
| ---- | ------------- | ---------------------- |
| 1    | 2018年8月25日 | ISBN 978-4-04-106840-3 |
| 2    | 2019年4月26日 | ISBN 978-4-04-107912-6 |
| 3    | 2019年10月4日 | ISBN 978-4-04-108593-6 |
| 4    | 2020年7月4日  | ISBN 978-4-04-109742-7 |
| 5    | 2021年2月4日  | ISBN 978-4-04-109743-4 |

## 電視動畫

### 製作人員
- 原作：
- 原作插畫：
- 監督：岩崎良明
- 系列構成：赤尾凸
- 人物設計：八重樫洋平
- 美術監督：岩瀬榮治
- 色彩設計：
- 美術設定：高橋麻穂
- 攝影監督：高橋昭裕
- 編輯：須藤瞳
- 音響監督：濱野高年
- 音樂：井内啓二
- 音樂製作：Aniplex
- 動畫製作：J.C.STAFF
- 製作：這樣的媽媽你喜歡嗎？製作委員會（ANIPLEX、KADOKAWA、Tokyo MX、BS11、J.C.STAFF、KLab、Q-TEC（日语：キュー・テック）、Contents Seed（日语：コンテンツシード）、虎之穴）

### 主題曲
片頭曲
作詞：幹葉，作曲：寺西裕二，編曲：If I，主唱：Spira Spica
片尾曲
改詞：三重野瞳，編曲：千葉"naotyu-"直樹，主唱：大好真真子（茅野愛衣）
原曲：「（啪嗒啪嗒媽媽）」（作詞：高田博夫，作曲：佐瀨壽一）

### 各話列表
| 話數          | 日文標題 | 中文標題 | 劇本     | 分鏡     | 演出     | 作畫監督          | 改編原作小說 |
| ------------- | -------- | -------- | -------- | -------- | -------- | ----------------- | ------------ |
| 第1話         |          |          | 赤尾凸   | 富永恒雄 | 富永恒雄 | 松本文男          | 第一卷       |
| 第2話         |          |          | 赤尾凸   | 工藤進   | 工藤進   | 古澤貴文          | 第一卷       |
| 第3話         |          |          | 赤尾凸   | 渡部高志 | 渡部高志 | 小倉恭平          | 第一卷       |
| 第4話         |          |          | 赤尾凸   | 富永恒雄 | 富永恒雄 | 松本文男          | 第一卷       |
| 第5話         |          |          | 藤尾稻穗 | 渡部高志 | 村山靖   | 小倉恭平 岡辰也   | 第二卷       |
| 第6話         |          |          | 福田裕子 | 木村英文 | 富永恒雄 | 古澤貴文 岡辰也   | 第二卷       |
| 第7話         |          |          | 赤尾凸   | 富永恒雄 | 富永恒雄 | 松本文男          | 第二卷       |
| 第8話         |          |          | 赤尾凸   | 木村英文 | 富永恒雄 | 小倉恭平 古澤貴文 | 第二卷       |
| 第9話         |          |          | 福田裕子 | 上田茂   | 村山靖   | 岡辰也            | 第三卷       |
| 第10話        |          |          | 藤尾稻穗 | 富永恒雄 | 富永恒雄 | 古澤貴文          | 第三卷       |
| 第11話        |          |          | 福田裕子 | 渡部高志 | 渡部高志 | 松本文男          | 第三卷       |
| 第12話        |          |          | 赤尾凸   | 富永恒雄 | 富永恒雄 | 小倉恭平 岡辰也   | 第三卷       |
| 第13話（OVA） |          |          | 赤尾凸   | 岩崎良明 | 富永恒雄 | 渡邊真由美        |              |

### 藍光／DVD
| 卷數 | 發售日期       | 收錄話數       | 規格編號      | 規格編號      | 封面角色              |
| 卷數 | 發售日期       | 收錄話數       | BD限定版      | DVD限定版     | 封面角色              |
| ---- | -------------- | -------------- | ------------- | ------------- | --------------------- |
| 1    | 2019年9月25日  | 第1話、第2話   | ANZX-14721/2  | ANZB-14721/2  | 真真子&真人           |
| 2    | 2019年10月30日 | 第3話、第4話   | ANZX-14723/4  | ANZB-14723/4  | 真真子&華茲           |
| 3    | 2019年11月27日 | 第5話、第6話   | ANZX-14725/6  | ANZB-14725/6  | 真真子&波塔           |
| 4    | 2019年12月25日 | 第7話、第8話   | ANZX-14727/8  | ANZB-14727/8  | 真真子&梅迪           |
| 5    | 2020年1月29日  | 第9話、第10話  | ANZX-14729/30 | ANZB-14729/30 | 真真子&白瀨           |
| 6    | 2020年2月26日  | 第11話、第12話 | ANZX-14731/2  | ANZB-14731/2  | 真真子&真人           |
| OVA  | 2020年3月25日  | OVA            | ANZX-14733/4  | ANZB-14733/4  | 真真子&華茲&波塔&梅迪 |